# Nomada gigas
Nomada gigas là một loài Hymenoptera trong họ Apidae. Loài này được Friese mô tả khoa học năm 1905.